# Wells (circonscription britannique)
Circonscription parlementaire de la Chambre des communes
La circonscription de Wells  est une circonscription située dans le Somerset et représentée dans la Chambre des communes du Parlement britannique.
À partir de 1295 et jusqu'à 1868, la circonscription était représentée par deux députés. Parmi ceux-ci, on note la présence de William Thomas Beckford (1784–1790), Robert Digby (1757–1761) et Ralph Hopton (1640–1642).

## Géographie
La circonscription comprend :
- Les villes de Wells, Shepton Mallet, Glastonbury, Highbridge et Burnham-on-Sea
- Le village de Street

## Députés
Les Members of Parliament (MPs) de la circonscription sont :
Depuis 1885
| Législature | Années       | Député                          | Député                            | Parti               |
| ----------- | ------------ | ------------------------------- | --------------------------------- | ------------------- |
| Wells       |              |                                 |                                   |                     |
| 23e         | 1885–1886    |                                 | Richard Paget                     | Conservateur        |
| 24e         | 1886–1892    |                                 | Richard Paget                     | Conservateur        |
| 25e         | 1892–1895    |                                 | Richard Paget                     | Conservateur        |
| 26e         | 1895–1899    | Hylton Jolliffe                 |                                   | Conservateur        |
| 26e         | 1899-1890    | Robert Edmund Dickinson         |                                   | Conservateur        |
| 27e         | 1900–1906    | Robert Edmund Dickinson         |                                   | Conservateur        |
| 28e         | 1906–1910    |                                 | Thomas Ball Silcock               | Libéral             |
| 29e         | 1910–1910    |                                 | George Sandys                     | Conservateur        |
| 30e         | 1910–1918    |                                 | George Sandys                     | Conservateur        |
| 31e         | 1918–1922    | Harry Greer                     |                                   | Conservateur        |
| 32e         | 1922–1923    | Robert Bruford                  |                                   | Conservateur        |
| 33e         | 1923–1924    |                                 | Arthur Hobhouse                   | Libéral             |
| 34e         | 1924–1929    |                                 | Robert Sanders, 1er Baron Bayford | Conservateur        |
| 35e         | 1929–1931    | Anthony Muirhead                |                                   | Conservateur        |
| 36e         | 1931–1935    | Anthony Muirhead                |                                   | Conservateur        |
| 37e         | 1935–1939    | Anthony Muirhead                |                                   | Conservateur        |
| 37e         | 1939-1945    | Lt. Col. Dennis Coleridge Boles |                                   | Conservateur        |
| 38e         | 1945–1950    | Lt. Col. Dennis Coleridge Boles |                                   | Conservateur        |
| 39e         | 1950–1951    | Lt. Col. Dennis Coleridge Boles |                                   | Conservateur        |
| 40e         | 1951–1955    | Lynch Maydon                    |                                   | Conservateur        |
| 41e         | 1955–1959    | Lynch Maydon                    |                                   | Conservateur        |
| 42e         | 1959–1964    | Lynch Maydon                    |                                   | Conservateur        |
| 43e         | 1964–1966    | Lynch Maydon                    |                                   | Conservateur        |
| 44e         | 1966–1970    | Lynch Maydon                    |                                   | Conservateur        |
| 45e         | 1970–1974    | Robert Boscawen                 |                                   | Conservateur        |
| 46e         | 1974–1974    | Robert Boscawen                 |                                   | Conservateur        |
| 47e         | 1974–1979    | Robert Boscawen                 |                                   | Conservateur        |
| 48e         | 1979–1983    | Robert Boscawen                 |                                   | Conservateur        |
| 49e         | 1983–1987    | David Heathcoat-Amory           |                                   | Conservateur        |
| 50e         | 1987–1992    | David Heathcoat-Amory           |                                   | Conservateur        |
| 51e         | 1992–1997    | David Heathcoat-Amory           |                                   | Conservateur        |
| 52e         | 1997–2001    | David Heathcoat-Amory           |                                   | Conservateur        |
| 53e         | 2001–2005    | David Heathcoat-Amory           |                                   | Conservateur        |
| 54e         | 2005–2010    | David Heathcoat-Amory           |                                   | Conservateur        |
| 55e         | 2010–2015    |                                 | Tessa Munt                        | Libéraux-démocrates |
| 56e         | 2015–2017    |                                 | James Heappey                     | Conservateur        |
| 57e         | 2017–2019    |                                 | James Heappey                     | Conservateur        |
| 58e         | 2019–Présent |                                 | James Heappey                     | Conservateur        |